# Jean d'Arcet
Pour les articles homonymes, voir Arcet.
Jean d'Arcet, ou Jean Darcet, né le 7 septembre 1724 à Doazit et mort le 12 février 1801 à Paris, est un chimiste et homme politique français.

## Biographie

### Origines familiales
Jean Darcet naît le 7 septembre 1724, probablement à la maison Labarrère, sur la commune de Doazit, berceau de sa famille. Il est baptisé à Audignon.
Son père est François Darcet (1695, Doazit - 1773, Doazit), juge à Doazit de 1727 à son décès.
Sa mère est Marguerite Daudignon (1697, Audignon - 1728, Doazit), fille de Pierre Daudignon, avocat, et de Marguerite de Borrit.
Ses parents se sont mariés en 1723. Sa mère étant morte à l'âge de 30 ou 31 ans (quand Jean Darcet avait 4 ans), son père se remarie avant 1736 avec Jeanne-Marie d'Arbins (ou d'Albins) (vers 1708, Samadet ? - 1788, Doazit), veuve de Léon de Cès.
Il a pour demi-frères :
- Jean-Pierre Darcet (1738, Doazit - 1791, Doazit), avocat en Parlement, marié à Helaine (du) Plantier (vers 1749 - 1781, Doazit), remarié en 1790 à Marie Labeyrie Hourticat (avant 1753, Hagetmau - 1836, Doazit), fille de Jean-Baptiste Labeyrie et de Bernade Grisony[3] ;
- Pierre Darcet (1745, Doazit - an X, Labastide d'Armagnac), prêtre assermenté de Labastide-d'Armagnac[3].

En 1771, Jean Darcet épouse à Villejuif (Val-de-Marne) Françoise Amélie Rouelle (1752-1788), fille de Guillaume-François Rouelle (1703-1770), pharmacien, et de Anne Mondon (morte en 1786).
Ils ont pour fils Jean-Pierre-Joseph Darcet (1777-1844), chimiste, marié à Claire Choron ; leur fils est Félix Darcet (1807-1846). Jean-Pierre-Joseph Darcet est l'inventeur — entre autres — des pastilles Vichy à base de bicarbonate de soude.

### Carrière
Jean d'Arcet fait ses premières études au collège d'Aire-sur-l'Adour. Quand il a au plus tard 12 ans, son père se remarie et favorise les enfants issus de son second mariage (son premier demi-frère naît quand Jean Darcet a environ 14 ans). Il se brouille avec son père et s'en va faire des études de médecine à Bordeaux, où il subvient à ses besoins en donnant des cours de latin et de grec. Il est engagé par Montesquieu, qui cherche un précepteur pour son fils Jean-Baptiste de Secondat. Montesquieu reconnaît les qualités de Jean Darcet, le prend comme secrétaire, le fait participer à ses travaux — il aide le philosophe pour la rédaction de l'Esprit des Lois — et l'emmène à Paris en 1742. Jean Darcet acquiert ainsi de nombreuses relations dans les milieux scientifiques et intellectuels parisiens.
Lorsque la guerre de Sept Ans éclate, Louis de Brancas, 5e duc de Villars-Brancas et 2e duc de Lauraguais, l'emmène avec lui au Hanovre où Jean Darcet échappe de peu à la mort à la bataille de Hastenbeck le 26 juillet 1757.
Il est reçu médecin en 1762, puis, s'étant lié d'amitié avec Guillaume-François Rouelle, il étudie la chimie. 

#### Professeur de chimie
En 1774, il est nommé professeur au Collège de France, où il tient la première chaire de chimie et d'histoire naturelle. Il y fait sa première leçon en français, ce qui à l'époque est une nouveauté : jusque-là, tout l'enseignement supérieur se fait encore en latin. Il est aussi chef du département porcelaines de la manufacture de Sèvres, inspecteur des monnaies, membre de l'Académie des sciences, où il remplace Pierre Joseph Macquer.
Il fait des recherches abstraites sur la nature carbonique du diamant.
On lui doit l'art de fabriquer la porcelaine — que jusqu'alors on importait — ; l'extraction de la gélatine des os ; une contribution, en tant que contrôleur des travaux de Nicolas Leblanc, à la fabrication de soude à partir du sel marin ; de nombreuses analyses chimiques ; et l'invention de l'alliage fusible qui porte son nom : l'alliage Darcet, qui se compose d'environ 50 % de bismuth, 31 % de plomb, 19 % d'étain et possède une température de fusion voisine de 94 °C.
Favorable aux idées nouvelles — à commencer par sa fréquentation de Montesquieu, vif critique de la monarchie absolue —, il fréquente aussi Philippe d'Orléans (« Philippe Égalité »), cousin du roi et qui vote la mort de ce dernier en 1792. Fourcroy, chimiste suppléant de Marat à la Convention nationale, sauve Darcet lors de la Terreur.
Il écrit sur la médecine.
Il est nommé sénateur au Sénat conservateur le 25 décembre 1799 (4 nivôse, an VIII), représentant avec d'autres (dont Gaspard Monge) la composante savante de cette assemblée.
Jean d'Arcet meurt à Paris le 12 février 1801 (23 pluviôse an IX). Son éloge funèbre est prononcé à Saint-Sever, où l'École centrale du département a été fondée le 19 juin 1796 et qui se trouve à quelques kilomètres de son lieu de naissance.

#### Membre de sociétés savantes et autres institutions
Jean Darcet est membre de l'Académie des sciences, qu'il préside en 1793 ; membre de l'Académie de médecine ; du Conseil général des manufactures ; de la Société d'agriculture ; de la Classe des sciences physiques et mathématiques (Institut national, nommé le 20 novembre 1795).

## Publications
- [1766-1768] Mémoire sur l'action d'un feu égal, violent et continué pendant plusieurs jours sur un grand nombre de terres, de pierres et de chaux métalliques essayées pour la plupart telles qu'elles sortent du sein de la terre (lu à l'Académie Royale des Sciences les 16 et 28 mai 1766 pour la première partie, et les 7 & 11 mai 1768 pour la deuxième partie), Paris, P. G. Cavelier, 1766-1768, 122 p. et VI + 170.
- [Vauquelin, Gay-Lussac & Darcet 1768 (1836)] Nicolas Vauquelin, Louis-Joseph Gay-Lussac et Jean d'Arcet, Manuel complet de l'essayeur. suivi de l'Instruction de M. Gay-Lussac sur l'essai des matières d'argent par la voie humide. et des dispositions du laboratoire de la monnaie de Paris par M. d'Arcet (nouvelle édition, entièrement refondue, augmentée), 1836 (1re éd. 1768), sur gallica (lire en ligne).
- [1770] Mémoire sur le diamant et quelques pierres précieuses traitées au feu (lu à l'Académie des Sciences le 29 août 1770), Paris, 1770.
- [1776] Discours en forme de dissertation sur l'état actuel des montagnes des Pyrénées, et sur les causes de leur dégradation (discours prononcé pour son installation et l'inauguration de la chaire de chimie au Collège de France, le 11 décembre 1775), Paris, P G Cavelier, 1776, 60 p., sur books.google.fr (lire en ligne), suivies de notes (p. 63-120) et du Calcul du frottement de la nouvelle aiguille sur ses pivots par Pierre Charles Le Monnier (p. 133-134).
- [Rouelle & d'Arcet 1778] Guillaume-François Rouelle et Jean d'Arcet, Expériences faites par MM. Rouelle et d'Arcet, d'après celles de M. Sage, sur la quantité d'or qu'on retire de la terre végétale, entre autres, & des cendres des végétaux, 1778, 19 p., sur gallica (lire en ligne).
- [Rapport Cosnier, Maloe, d'Alet et al. 1783] Nicolas Philippe Ledru, « Rapport de MM. Cosnier, Maloet, Darcet, Philip, Le Preux, Desessartz et Paulet, docteurs-régens de la faculté de médecine de Paris, sur les avantages reconnus de la nouvelle méthode d'administrer l'électricité dans les maladies nerveuses, particulièrement dans l'épilepsie et dans la catalepsie, par M. Ledru, connu sous le nom de Camus », L'esprit des journaux, t. 8,‎ août 1783, p. 58-65 (BNF 33564301, lire en ligne [sur books.google.be], consulté en décembre 2021).
- [1784] Michel Joseph Majault, Salin, Jean d'Arcet, Guillotin, Franklin, Le Roy, Bailli, De Bory et Antoine Lavoisier, Rapport des commissaires chargés par le Roi, de l'examen du magnétisme animal, Paris, Imprimerie nationale, 1784, 66 p., sur gallica (lire en ligne).
- [D'Arcet et al. 1793] Jean d'Arcet, Alexandre Giroud, Claude-Hugues Lelièvre et Bertrand Pelletier, Rapport sur les divers moyens d'extraire avec avantage le sel de soude du sel marin, 1793 (an ii), 80 p., sur gallica (lire en ligne).
- [Darcet & Pelletier 1794] Jean d'Arcet et Bertrand Pelletier (1761-1797), Instruction sur l'art de séparer le cuivre du métal des cloches, Paris, Convention nationale. Comité de salut public, 1794 (an ii), 4 pl. + 32, sur gallica (lire en ligne).
- [Darcet, Lelièvre & Pelletier 1795] Jean d'Arcet, Claude-Hugues Lelièvre et Bertrand Pelletier, Rapport sur la fabrication des savons, sur leurs différentes espèces, suivant la nature des huiles et des alkalis qu'on emploie pour les fabriquer ; et sur les moyens d'en préparer par-tout, avec les diverses matières huileuses et alkalines, que la nature présente, suivant les localités. Par les c[itoye]ns. Darcet, Lelievre et Pelletier. Imprimé par ordre du Comité de Salut public, 1795, sur gallica (lire en ligne).

## Hommages
- Lycée Jean d'Arcet à Aire-sur-Adour.
- Rue Darcet à Paris : renommée en 1864 « rue d'Arcet » pour le père et le fils, renommée rue Darcet en 1881.
- Sente Darcet au Havre.